# Monaco op de Olympische Winterspelen 2010

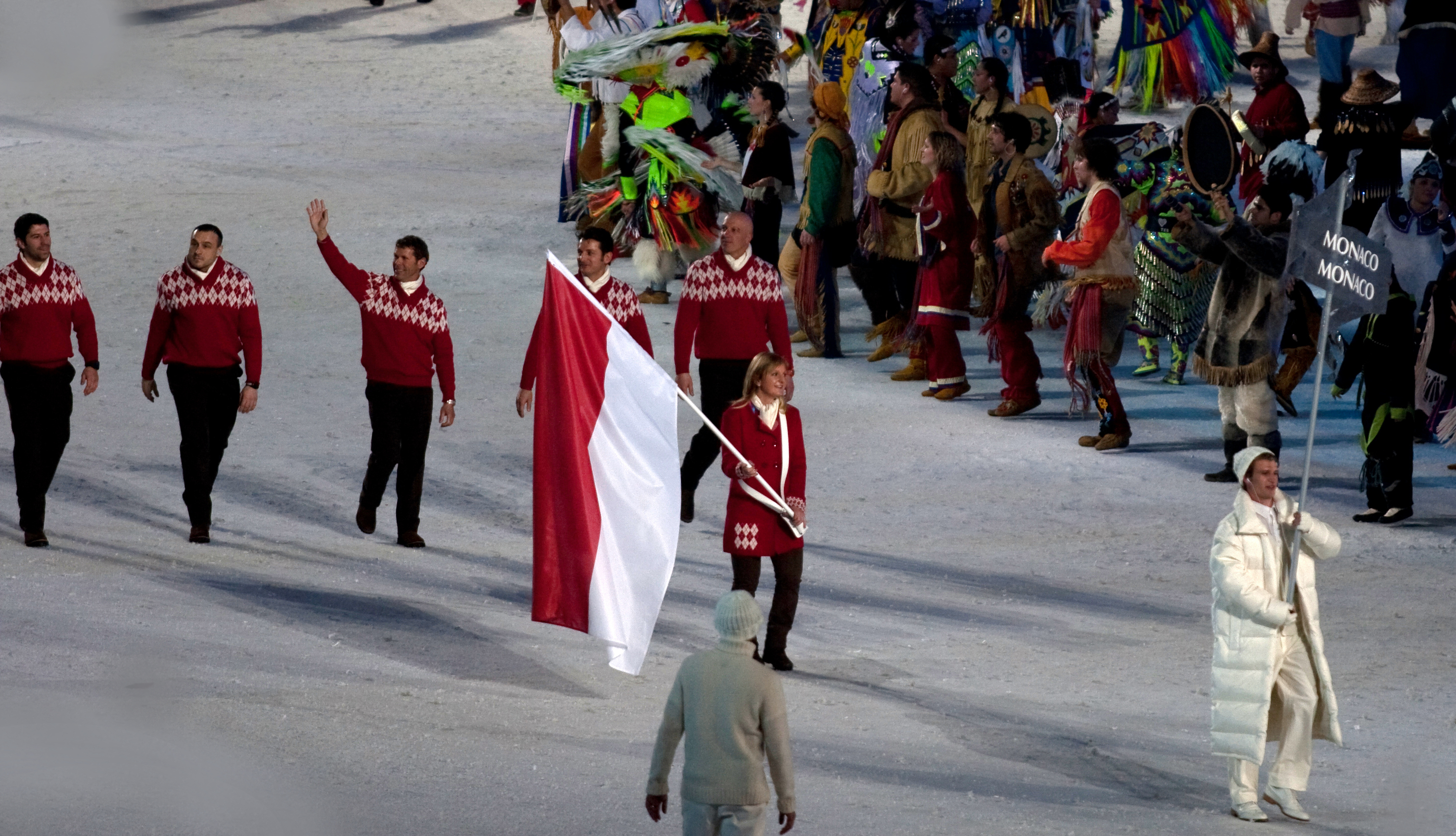
Het team van Monaco bij de opening

Tijdens de Olympische Winterspelen van 2010, die in Vancouver (Canada) werden gehouden, nam Monaco voor de achtste keer deel aan de Winterspelen. Net als bij de zeven voorgaande edities werd er geen medaille gewonnen.
Voor de vijfde keer werd er deelgenomen in twee takken van sport, alpineskiën en bobsleeën. Bobsleeër Patrice Servelle nam voor de derde keer deel.

## Deelnemers en resultaten
(m) = mannen, (v) = vrouwen 

### Alpineskiën
| Olympiër (deelname)   | Discipline          | Resultaat | Prestatie                                              |
| --------------------- | ------------------- | --------- | ------------------------------------------------------ |
| Alexandra Coletti (2) | supercombinatie (v) | 19e       | 2.13,81 (afdaling: 1.26,74 (16e), slalom: 47,07 (23e)) |
| Alexandra Coletti (2) | afdaling (v)        | 24e       | 1.48,92                                                |
| Alexandra Coletti (2) | reuzenslalom (v)    | DNF-1     | niet gefinisht in 1e run                               |
| Alexandra Coletti (2) | super G (v)         | 25e       | 1.24,56                                                |

### Bobsleeën
| Olympiër (deelname)                        | Discipline               | Resultaat | Prestatie                                       |
| ------------------------------------------ | ------------------------ | --------- | ----------------------------------------------- |
| Sebastien Gattuso (2) Patrice Servelle (3) | tweemansbob (m) Monaco I | 19e       | 3.30,84 (+4,19) (52,96 / 52,61 / 52,71 / 52,56) |

Albanië · Algerije · Andorra · Argentinië · Armenië · Australië · Azerbeidzjan · België · Bermuda · Bosnië en Herzegovina · Brazilië · Bulgarije · Canada · Chili · China · Chinees Taipei · Colombia · Cyprus · Denemarken · Duitsland · Estland · Ethiopië · Finland · Frankrijk · Georgië · Ghana · Griekenland · Groot-Brittannië · Hongarije · Hongkong · Ierland · IJsland · India · Iran · Israël · Italië · Jamaica · Japan · Kaaimaneilanden · Kazachstan · Kirgizië · Kroatië · Letland · Libanon · Liechtenstein · Litouwen · Macedonië · Marokko · Mexico · Moldavië · Monaco · Mongolië · Montenegro · Nederland · Nepal · Nieuw-Zeeland · Noord-Korea · Noorwegen · Oekraïne · Oezbekistan · Oostenrijk · Pakistan · Peru · Polen · Portugal · Roemenië · Rusland · San Marino · Senegal · Servië · Slovenië · Slowakije · Spanje · Tadzjikistan · Tsjechië · Turkije · Verenigde Staten · Wit-Rusland · Zuid-Afrika · Zuid-Korea · Zweden · Zwitserland